# Markus Wittner
Markus Wittner (ur. 2 marca 1973 r.) – austriacki narciarz, specjalista narciarstwa dowolnego. Najlepszy wynik na mistrzostwach świata osiągnął podczas mistrzostw w Inawashiro, gdzie zajął 8. miejsce w skicrossie. Zajął także 15. miejsce w tej samej konkurencji na igrzyskach olimpijskich w Vancouver. Najlepsze wyniki w Pucharze Świata osiągnął w sezonie 2002/2003, kiedy to zajął trzecie miejsce w klasyfikacji skicrossu.

## Sukcesy

### Igrzyska olimpijskie
| Miejsce | Dzień     | Rok  | Miejscowość | Konkurencja | Zwycięzca      |
| ------- | --------- | ---- | ----------- | ----------- | -------------- |
| 15.     | 21 lutego | 2010 | Vancouver   | Skicross    | Michael Schmid |

### Mistrzostwa Świata
| Miejsce | Dzień    | Rok  | Miejscowość | Konkurencja | Zwycięzca    |
| ------- | -------- | ---- | ----------- | ----------- | ------------ |
| 21.     | 18 marca | 2005 | Ruka        | Skicross    | Tomáš Kraus  |
| 8.      | 2 marca  | 2009 | Inawashiro  | Skicross    | Andreas Matt |

### Puchar Świata

#### Miejsca w klasyfikacji generalnej
- 2001/2002 – 124.
- 2002/2003 – -
- 2003/2004 – 57.
- 2004/2005 – 59.
- 2005/2006 – 13.
- 2007/2008 – 110.
- 2008/2009 – 50.
- 2009/2010 – 99.

#### Miejsca na podium
1. Tignes – 30 listopada 2002 (Skicross) – 3. miejsce
2. Laax – 18 stycznia 2003 (Skicross) – 3. miejsce
3. Kreischberg – 20 stycznia 2006 (Skicross) – 3. miejsce
4. Pec pod Sněžkou – 3 lutego 2006 (Skicross) – 3. miejsce
5. Les Contamines – 10 stycznia 2009 (Skicross) – 3. miejsce

- W sumie 5 trzecich miejsc.